# St. Johannis (Hamburg-Steilshoop)

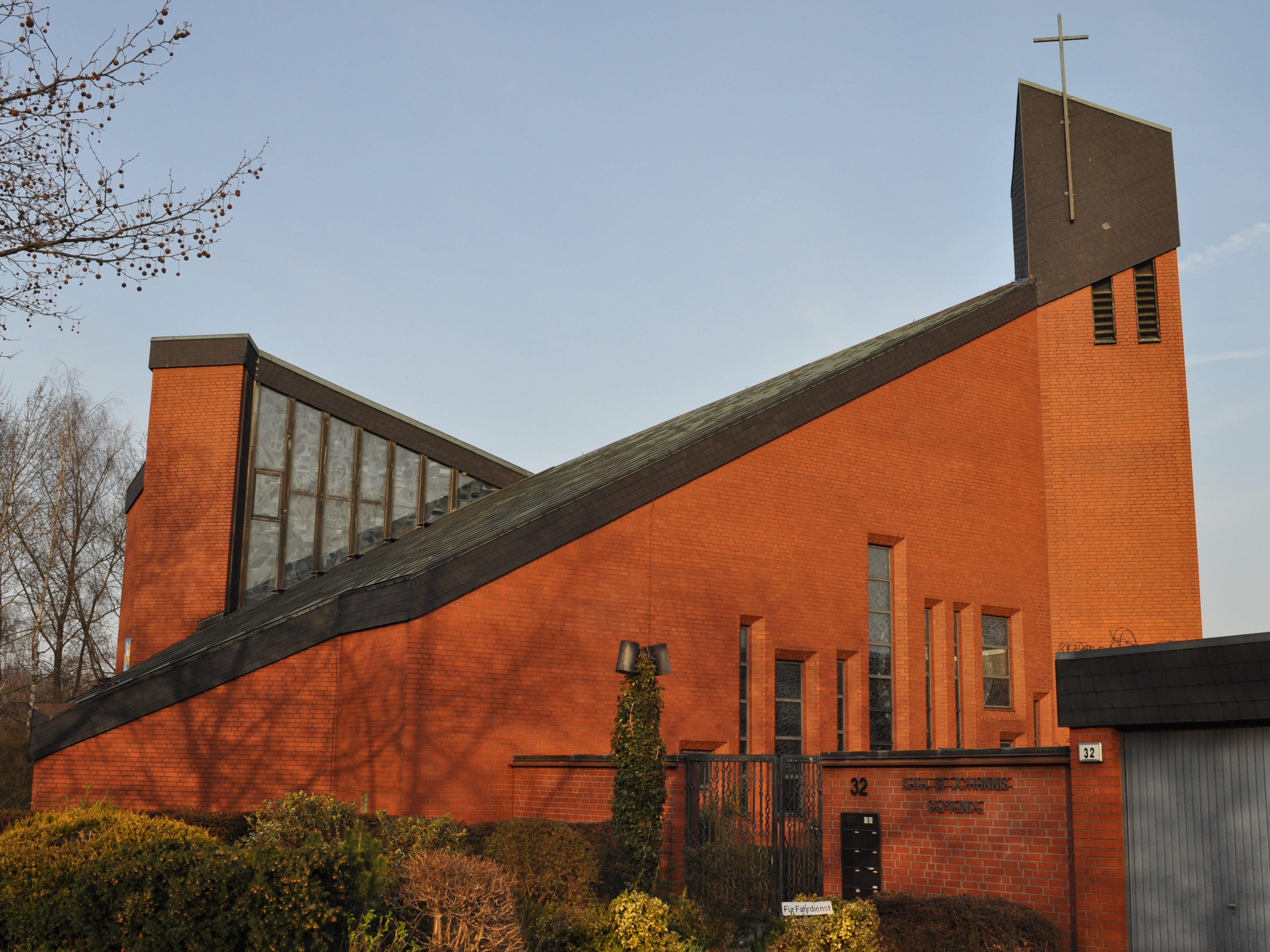
St. Johannis

Die römisch-katholische Kirche St. Johannis in Hamburg-Steilshoop liegt unter der Adresse Gründgensstraße 32 leicht östlich vom Zentrum der Großwohnsiedlung Steilshoop.

## Bau der Kirche
Am Rande der neu errichteten Großwohnsiedlung Steilshoop erfolgte die Grundsteinlegung für die Kirche am 19. September 1976 und die Weihung am 1. Oktober 1977 durch Bischof Helmut-Hermann Wittler. Es entstanden ein Gemeindezentrum und eine Kindertagesstätte.

## Ausstattung

### Orgel
Die Kirche verfügt über eine Orgel von Eberhardt Friedrich Walcker & Cie, die am 9. Dezember 1979 geweiht wurde. Sie verfügt über 16 Register und 2 Manuale.

### Glocken
1980 wurden bei der Fa. Petit & Gebr. Edelbrock in Gescher drei Glocken gegossen. 2001 wurde das Geläut dann durch eine vierte Glocke ergänzt, welche ebenfalls bei Petit & Gebr. Edelbrock gegossen wurde.
| Nr. | Name                    | Schlagton | Durchmesser (mm) | Gießer, Gussort                                       | Gussjahr | Inschrift |
| --- | ----------------------- | --------- | ---------------- | ----------------------------------------------------- | -------- | --- |
| 1   | Hl. Johannes Evangelist | as1       | 975              | Petit & Gebr. Edelbrock, Gescher (Florence Hüesker)   | 1980     | Inschrift Wolm: "LIEBET EINANDER! WIE ICH EUCH GELIEBT HABE" Inschrift Schlagring: "ST. JOHANNIS, HAMBURG STEILSHOOP, A.D. 1980" |
| 2   | Papst Johannes XXIII.   | b1        | 850              | Petit & Gebr. Edelbrock, Gescher (Florence Hüesker)   | 1980     | Inschrift Wolm: "ICH BIN EUER BRUDER" Inschrift Schlagring: "ST. JOHANNIS, HAMBURG STEILSHOOP, A.D. 1980"                        |
| 3   | Hl. Maria               | des2      | 725              | Petit & Gebr. Edelbrock, Gescher (Florence Hüesker)   | 1980     | Inschrift Wolm: "KÖNIGIN DES FRIEDENS, BITTE FÜR UNS!" Inschrift Schlagring: "ST. JOHANNIS, HAMBURG STEILSHOOP, A.D. 1980"       |
| 4   | Angelus Domini          | es2       | 655              | Petit & Gebr. Edelbrock, Gescher (Hans-Göran Hüesker) | 2001     | Inschrift: "UND DAS WORT IST FLEISCH GEWORDEN UND HAT UNTER UNS GEWOHNT"                                                         |